# Slangerup
 For alternative betydninger, se Slangerup (flertydig). (Se også artikler, som begynder med Slangerup)
Slangerup er en by i Nordsjælland med 6.799 indbyggere  (2024), beliggende 25 km nord for Roskilde, 16 km sydvest for Hillerød, 15 km vest for Farum og 9 km øst for Frederikssund. Byen hører til Frederikssund Kommune og ligger i Region Hovedstaden.
Slangerup hører til Slangerup Sogn. Slangerup Kirke ligger i byen.

## Faciliteter
- Slangerup Skole har 770 elever i 36 klasser, fordelt på 0.-9. klassetrin. Skolen har 3 afdelinger: Byvang og Lindegård har indskoling og mellemtrin (0.-6. klassetrin) samt SFO, og Kingoskolen, der er placeret i Frederikssund Ungdomsskole, har udskoling (7.-9. klassetrin).[2]
- Slangerup Børnehus er byens ældste daginstitution fra 1952 og har 9 ansatte. Huset er normeret til 52 børn. De er fordelt på 3 grupper: en vuggestue, en for 3-4 årige og en for 5-6 årige.[3]
- Børnehuset Kroghøj har plads til 96 "enheder", og hver af de 4 børnehuse Bakkebo, Lindehuset, Strandstræde og Troldhøj har plads til 68 enheder – et 0-2 års barn svarer til 2 enheder og et 3-6 års børn svarer til 1 enhed.[4]
- Slangerup Idræts- og Kulturcenter har 3 haller, 1 stor og 2 på 20 x 40 m (den ene med klatrevæg). Udendørs er der tennisfaciliteter, petanquebaner, håndbold- & fodboldbaner.
- Slangerup Svømmehal er renoveret i 2017. Den har 12 x 25 m bassin med 8 baner og dybde på 135-200 cm, familiebassin med dybde på 115-120 cm, soppebassin med dybde på 30 cm samt saunaer.[5]
- Omsorgscentret Solgården blev indviet i 1969 og er renoveret i 2003. Centret har 46 boliger på 39-55 m² med 1 eller 2 rum og en mindre terrasse til hver bolig. Centret har ca. 70 ansatte.[6]
- Skjalm Hvide Hotel har 64 værelser, restaurant samt selskabs- og konferencefaciliteter.[7]
- Byen har 3 supermarkeder, flere fastfood restauranter, bibliotek, biograf, apotek, lægehus, tandlægehus og dyrlægehus.

## Historie

### Navnet
Stedets navn var i ældre tid Slangethorp. Sandsynligvis har en bonde ved navn Slange eller Slangir flyttet ned til Brobækken fra den højere beliggende landsby Jordhøj. Endelsen "thorp", der senere blev til bl.a. "rup", betyder udflyttergård.

### Kongsgården
Slangerup er en af landets ældste byer. Der lå allerede i 1000-tallet en kongsgård ved en vigtig passage af eng og vandløb på strækningen mellem Helsingør og Roskilde. Omkring kongsgården blev der bygget en kirke og et nonnekloster.
I Saxos Danmarkshistorie nævnes Slangerup to steder. Det ene er hvor Erik Ejegod besøger kejseren i Konstantinopel og får tilbudt guld og andre kostbare gaver, men foretrækker at få relikvier med hjem, bl.a. til sin kirke i Slangerup. Det andet sted nævnes et blodigt slag i nærheden af Slangerup mellem Knud og Sven, hhv. jydernes og sjællændernes kandidat til kongemagten.

### Købstaden
Byen blev tidligt købstad, ifølge en mindesten i byen allerede i 1100, men det finder Trap ikke bevist. Det ældste bevarede brev er udstedt af Erik Menved i 1302. Her fik Slangerup samme rettigheder som Roskilde.
Klostret lå i det nuværende Klosterstræde ved en forlængst forsvundet arm af Roskilde Fjord, som lidt nord for det nuværende Frederikssund skar sig ind i landet hvor Græse Å nu løber gennem byen. Fund af egestolper m. m. vidner om, at der har været fortøjningsplads. Armen fra fjorden sandede efterhånden til, og byen anlagde ladepladsen Sundby Færge, nu Frederikssund, men
byens betydning aftog til fordel for Frederikssund og Hillerød. I 1724 blev byen ramt af en voldsom ildebrand, hvorved 57 gårde og huse blev lagt i aske.

### Kommunen
Slangerup mistede i 1809 sin købstadsret, der i stedet gik til Frederikssund. Som et levn fra købstadtiden bestod Slangerup af to dele: Slangerup Bykommune og Slangerup Landsogn. De blev to sognekommuner, som blev lagt sammen ved kommunalreformen i 1970. Her blev Slangerup kommunesæde for Slangerup Kommune indtil 2006.

### Stationsbyen
I 1898 beskrives Slangerup således: "I Slangerup Bykommune ligger Byen Slangerup (gl. Form Slangethorp) med Kirke, Præstegd., Skole, 1 privat Skole, Gæstgiveri, 1 Købmand, flere Haandværkere og aarl. 4 Markeder for Heste og Kreaturer". Det høje målebordsblad fra 1800-tallet viser desuden et postkontor. Det lave målebordsblad fra 1900-tallet viser desuden bageri, savværk, lægebolig, jordemoderhus og to fattighuse.
Slangerup blev endestation på København-Slangerup Banen, der blev åbnet i 1906. Stationsbygningen er bevaret på Stationsvej 4. Banen var anlagt og drevet af et privat selskab. I 1929 blev den købt af kommunerne langs banen, og i 1948 blev den overtaget af DSB, som i 1954 nedlagde strækningen Farum-Vassingerød-Lynge-Uggeløse-Lindholm-Slangerup. Den inderste strækning København L (Lygten)-Farum blev senere integreret i S-togsnettet som Hareskovbanen, men der var i Farum bygget for meget på banetracéet til at S-togslinjen kunne føres videre mod Slangerup.

## Kendte personer
- Erik 1. Ejegod (født 1056 i Slangerup, død 1103 i Pafos på Cypern), Danmarks konge 1095-1103.
- Anders Bording (1619-77), digter og journalist, rektor ved latinskolen i Slangerup 1662-63. Udgav Danmarks første avis Den Danske Mercurius.
- Thomas Kingo (1634-1703), salmedigter og præst i fødebyen Slangerup 1668-77, derefter biskop over Fyns Stift.
- Jakob Worm (1642-1693 (?), fra 1669 Thomas Kingos stedsøn, magister i teologi, rektor i Slangerup 1671-77, derefter sognepræst ved Viborg Gråbrødre Kirke. Kritiserede i sine skrifter Enevælden og blev forvist til Trankebar.